# Centro-Sul Baiano
Centro-Sul Baiano è una mesoregione dello Stato di Bahia in Brasile.

## Microregioni
È suddivisa in 8 microregioni:
- Boquira
- Brumado
- Guanambi
- Itapetinga
- Jequié
- Livramento do Brumado
- Seabra
- Vitória da Conquista